# Чарльз Ллойд
Чарльз Ллойд (англ. Charles Lloyd; нар. 15 березня 1938, Мемфіс, Теннессі, США) — американський джазовий музикант. Хоча він в основному грає на теноровому саксофоні та флейті, іноді записується на альтовому саксофоні та екзотичніших інструментах, наприклад українському народному духовому інструменті тараґоті. З 2007 року до гурту Ллойда входять піаніст Джейсон Моран, джаз-басист Рубен Роджерс і ударник Ерік Гарланд.

## Біографія
Ллойд народився і виріс у Мемфісі, місті з багатим музичним життям. Він почав грати на саксофоні у віці 9 років. Одним з його найближчих друзів був трубач Букер Літл. Ллойд був акомпаніатором в групах блюзових виконавців, таких як Бі Бі Кінг, Гавлин Волф, Бобі Бленд та інші.
1956 року Ллойд переїхав до Лос-Анджелеса і вступив до Університету Південної Каліфорнії. У цей час він виступав у біг-бенді Джеральда Вілсона. З 1960 по 1963 рік Ллойд грав у гурті ударника Чіко Гамільтона і став його музичним директором. Гурт спочатку виконував музику, відому як камерний джаз, однак, виконуючи композиції Ллойда, почав грати музику в стилі пост-боп. Основним музичним партнером Ллойда у цьому гурті був гітарист Габор Сабо.
У 1966 році квартет у складі: Чарльза Ллойда (флейта, тенор-саксофон), Кіта Джарета (фортепіано), Сесіла МакБі (бас) та Джека ДеДжонета (барабани), виступив на фестивалі джазу у Монтереї, Каліфорнія. Альбом Forest Flower, записаний під час цього виступу, мав великий успіх, за короткий час було продано понад мільйон копій.
1967 року Ллойд був визнаний найкращим джазовим виконавцем року (Jazz Artist of the Year).

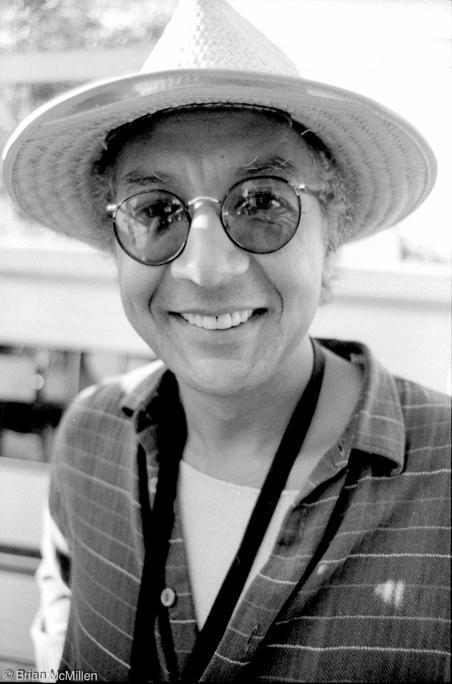
Чарльз Ллойд. 1981 р.

В цей час Ллойд також став популярним серед прихильників року, граючи в Fillmore (Сан-Франциско) та інших рок-майданчиках і на рок-фестивалях з Джимі Гендріксом, Дженіс Джоплін та гуртом Grateful Dead. Ллойд та його квартет виступили неофіційними культурними послами, подорожуючи Європою та Азією.
1967 року квартет Чарльза Ллойда завдяки зусиллям Генріха Шульца, тодішнього начальника відділу культури Таллінна, грав на джазовому фестивалі «Таллінн-67». Для СРСР шістдесятих років це була надзвичайна подія, що залишила по собі багато спогадів і альбом Atlantic Records Charles Lloyd in the Soviet Union (1970). Через 30 років Ллойд повернувся до Таллінна на ювілей фестивалю.
У 1969 році Ллойд припинив сценічну діяльність. Сам він пояснював свій вчинок смертю матері, втратою найкращого друга, трубача Букера Літла, і потребою знову віднайти себе.
Він розформував квартет і переїхав до Каліфорнії, спочатку в Малібу, згодом у Біґ-Сур. Там він жив досить відлюдно, хоча періодично грав і записувався з Beach Boys. Наприклад, у Surf's Up, поп-шедеврі Beach Boys 1971 року, Ллойд виконує соло на флейті у композиції Feel Flows.
Близько 1982 року Ллойд у Біґ-Сурі зустрівся і захопився співпрацею з Мішелем Петруччіані. У 1982—1987 роках вони разом з Петруччіані гастролювали, брали участь у джазових фестивалях у Монтре 1982 року і Копенгагені 1984 року. У складі Charles Lloyd Quartet вони записали три відомих альбоми: Montreux 82 (1983, Elektra Musician), A Night in Copenhagen (1984, Blue Note) та One Night With Blue Note Volume 4 (1985, Blue Note).
У кінці 80-х років Ллойд співпрацював з ECM Records, початком співпраці став альбом Fish Out Of Water (1989). З того часу було записано понад 10 альбомів, кожен з яких відзначає черговий крок досконалості. 2007 року Ллойд зібрав новий гурт Charls Lloyd New Quartet разом з піаністом Джейсоном Мораном, ударником Еріком Гарлендом та басистом Реубеном Роджерсом. Квартет збирається нерегулярно, але кожного разу це визначна подія джазового світу. 2017 року вони відзначили десятиріччя спільної творчості записаним на Blue Note альбомом Passin’ Thru, що складається з власних композицій Ллойда.
Критики відзначили і глибоке враження від попереднього альбому, I Long To See You (Blue Note), створеного Ллойдом разом з його старими партнерами Роджерсом і Гарлендом, та новими — Грегом Лізом (сталева педальна гітара) і Біллом Фрізелом (гітара). Альбом увійшов у Top 10 джазових альбомів 2016 року, а сам Ллойд посів третє місце серед джазових виконавців за версією критиків часопису DownBeat.
2018 року Чарльз Ллойд відзначив свій 80-річний ювілей.

## Визнання

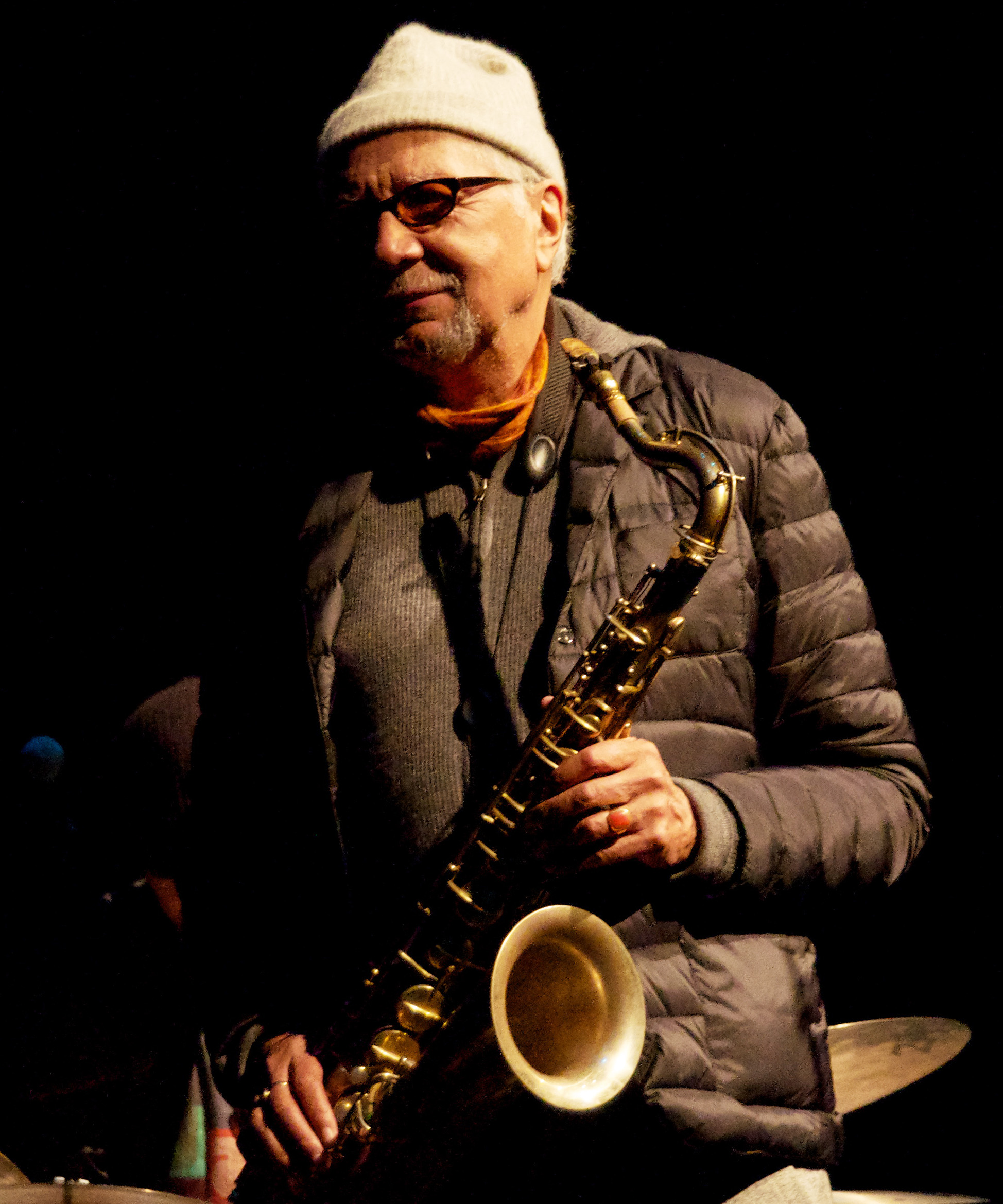
Ч. Ллойд у Мельбурні. 2014 р.

Серед нагород Чарльза Ллойда «Brass Note» на Білі-стріт в Мемфісі 2012 року, нагорода за заслуги від міста Таллінна, нагороди Міжнародного фестивалю «Джаз-де-Монреаль», Канада, 2013 року, та Міжнародна музична премія Alfa Jazz Fest 2014 року.
2015 року Ллойд отримав від американської агенції National Endowment for the Arts найпрестижнішу нагороду для живих джазових музикантів — звання Джазового Майстра (NEA Jazz Master).
Того ж року отримав звання почесного доктора музичного коледжу в Берклі.
2016 року він був введений до Мемфіського музичного Залу слави.

## Чарльз Ллойд в Україні
- У 2014 році тенор-, альт-саксофоніст і флейтист Чарльз Ллойд вперше відвідав Україну. 14 червня він разом зі своїм квартетом у складі: Джеральд Клейтон (рояль), Джо Сандерс (бас) та Джеральд Клівер (барабани) виступив на четвертому Міжнародному джазовому фестивалі Alfa Jazz Fest на головній сцені фестивалю в парку імені Богдана Хмельницького у Львові.
- 27 червня 2018 року Чарльз Ллойд з квартетом «Чудеса» у складі Біла Фрізела — гітара, Грега Ліза — педальна стале́ва гітара, Рубена Роджерса — бас-гітара та Еріка Гарленда — ударні знову виступив на головній сцені Міжнародного джазового фестивалю Leopolis Jazz Fest.

## Особисте життя
Чарльз Ллойд проживає в Південній Каліфорнії зі своєю дружиною — Дороті Дер.

## Дискографія
| - Discovery! (1964, Columbia) - Of Course, Of Course (1965, Columbia) - Dream Weaver (1966, Atlantic) - Charles Lloyd in Europe (1966, Atlantic) - Forest Flower (1966, Atlantic) - Love In (1967, Atlantic) - Soundtrack (1968, Atlantic) - Charles Lloyd in the Soviet Union (1970, Atlantic) - MoonMan (1970, KAPP) - Warm Waters (1971, KAPP) - Waves (1972, A&M) - Geeta (1973, A&M) | - Weavings (1978, Pacific Arts) - A Night in Copenhagen (1984, Blue Note) - Fish Out Of Water (1989, ECM) - Notes From Big Sur (1992, ECM) - The Call (1993, ECM) - All My Relations (1994, ECM) - Canto (1996, ECM) - Voice In The Night (1999, ECM) - The Water Is Wide (2000, ECM) - Hyperion With Higgins (2001, ECM) - Lift Every Voice (2002, ECM) - Which Way Is East (2004, ECM) | - Jumping The Creek (2005, ECM) - Sangam (2006, ECM) - Rabo de Nube (2008, ECM) - Discovery! & Nirvana (2010, SuperBird) - Hagar's Song з Джейсоном Мораном (2013, ECM) - Wild Man Dance (2015, Blue Note) - I Long To See You з The Marvels (2016, Blue Note) - Manhattan Stories (2017, Resonance Records) - Passin' Thru (2017, Blue Note) |